# Factionnaires de la Maison-Blanche
Les Factionnaires de la Maison-Blanche, en anglais White House Sentries, officiellement connus sous le nom de White House Non-Commissioned Officers (NCO) Program, est l'unité du Corps des Marines américain chargée de se tenir en faction à l'extérieur de l'entrée de l'aile Ouest de la Maison-Blanche quand le président des États-Unis s'y trouve. Cette pratique a débuté en 1970 sous la présidence Nixon.

## Histoire

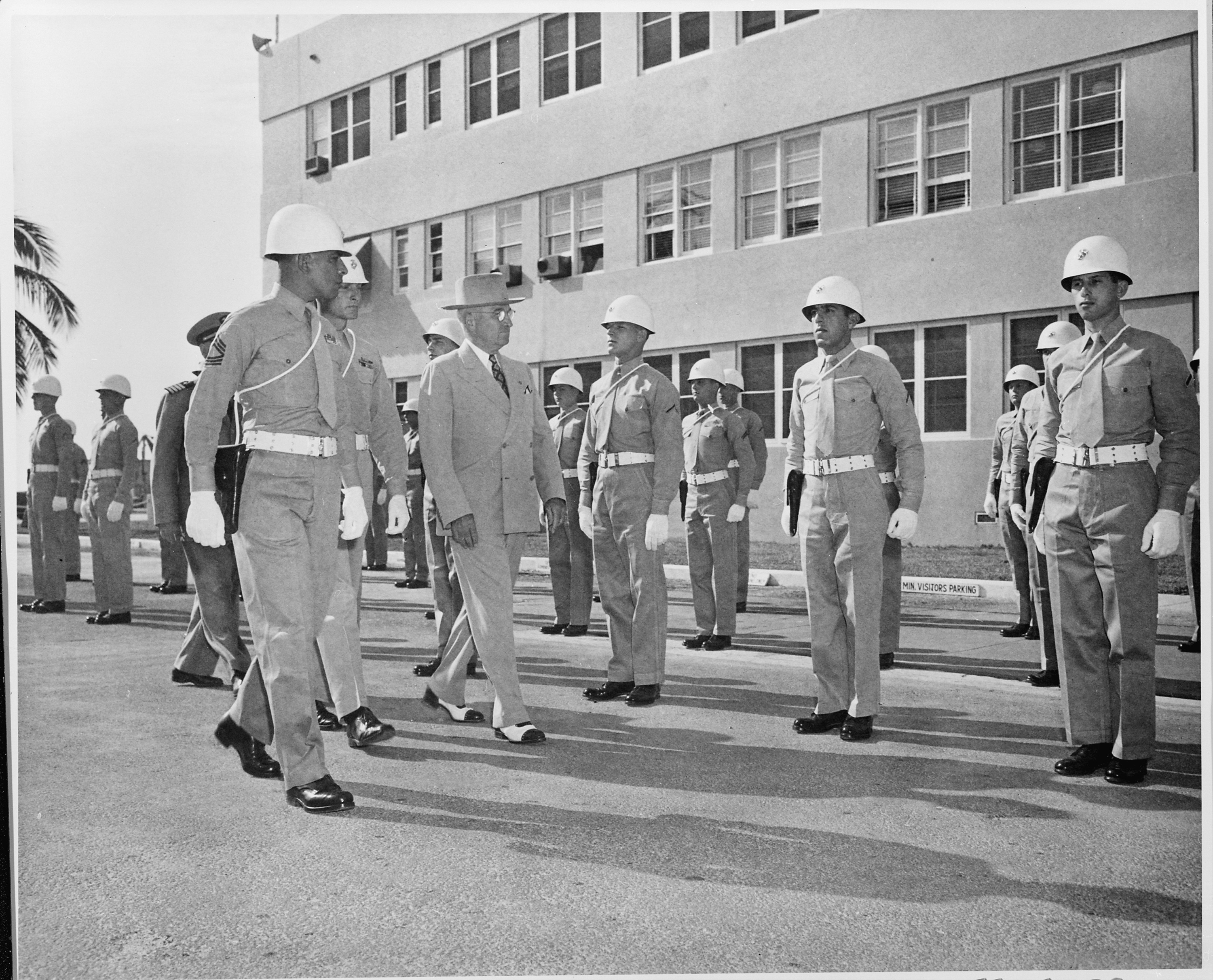
Harry Truman inspecte les soldats assignés à sa maison de vacances à Key West en Floride

Les marines avaient déjà été utilisés pour sécuriser les lieux de résidence du président Harry Truman où un détachement a été déployé pour garder sa maison d'hiver de Key West en Floride, surnommée la « petite Maison-Blanche ». La première utilisation de marines comme des gardes à l'extérieur de l'aile Ouest a été instituée à la demande du président Richard Nixon en août 1970 afin « d'ajouter de la dignité à la Maison-Blanche ». Les trois premiers soldats à occuper ces postes ont été les sergents George Daniel Cutting, Arnold Alvin Laramie, et Terry August Strassburg. Le programme a été aboli par Gerald Ford, mais rétabli pendant la présidence de Ronald Reagan,,.
Le 16 mai 2013, le président Barack Obama a ordonné au caporal Nathan Previti ainsi qu'à un autre marine en faction de tenir des parapluies pour lui et le premier ministre turc Recep Tayyip Erdogan lors d'une conférence de presse dans le Roseraie de la Maison-Blanche et que la pluie s'intensifiait. Cela suscita des critiques de Sarah Palin et d'autres commentateurs conservateurs, dont certains ont observé que le règlement du Corps des Marines interdit aux soldats de porter des parapluies. Cependant, un porte-parole du Corps des Marines a indiqué que l'article 10 du code des États-Unis prévoit que tout membre du Corps des Marines doit « exercer les autres fonctions que le Président peut ordonner »,,,.

## Opérations

### Fonctions
Depuis 2009, le White House NCO Program est composé de quatre soldats dont deux sont en faction et qui alternent toutes les 30 minutes lorsque le président est présent dans l'aile Ouest de la Maison-Blanche. Ils doivent rester en faction, immobiles, à l'entrée principale de cette aile, ne bougeant que pour ouvrir la porte lors de l'arrivée et du départ des visiteurs, et rendre les honneurs au président quand il arrive et quitte le bâtiment. Les soldats étant postés à l'extérieur de l'édifice, ils sont incapables de voir quand quelqu'un est en train de se préparer à sortir et sont alertés lorsqu'un visiteur sort par un bipeur. Le bipeur est activé par le Secret Service : une seule sonnerie indique que la porte doit être ouverte pour un départ de visiteurs, tandis que trois sonneries rapides indiquent l'arrivée du président.